# Tbilisis centralstation
Tbilisis centralstation (georgiska: თბილისის ცენტრალური სადგური, Tbilisis tsentraluri sadguri) är den centrala järnvägsstationen i Georgiens huvudstad Tbilisi.

## Historik
Tbilisis centralstation är den centrala stationen i Tbilisi med en anslutande shoppinggalleria. Den första centralstationen i Tbilisi stod klar år 1872, med trafik till svartahavskusten och staden Poti. På 1940-talet demolerades den gamla byggnaden och ersattes med en byggnad i Stalinistisk arkitektur. På tidiga 1980-talet förstördes byggnaden från 40-talet och ersattes av en byggnad i brutalistisk arkitektur. Arkitekterna Bairamasjvili, Kavlasjvili, G. Sjavdia och Dzjibladze vann ett statligt pris för sitt arbete år 1992. År 2010 renoverades byggnaden och transformerades till en kombinerad järnvägsstation och köpcentrum. Ombyggnationen designades av arkitekter från Zwarts & Jansma.

## Framtid
Den järnvägslinje som idag går rakt igenom huvudstaden kommer om några år att ersättas med en linje som passerar de norra delarna av staden. Centralstationen kommer då att stängas, men byggnaden kommer att behållas i form av ett köpcentrum. 
I stället för en centralstation kommer Didube-stationen i öst och Navtlugi-stationen i nordväst bli ändstationer och de båda kommer att trafikeras av persontåg. I stället för den förväntade minskningen av miljö- och trafikpåverkan kommer bytet av station att orsaka större trafikproblem, eftersom huvudstadens kollektivtrafik i dag är optimerad till centralstationen.